# 東原亜希
東原 亜希（ひがしはら あき、1982年11月11日 - ）は、日本のファッションモデル、タレント。
“アサヒビールキャンペーンガール”としてデビューした2003年以後、タレント、キャスターなど幅広く活動。女性誌のファッションモデルからフジテレビの深夜格闘番組『SRS』の4代目格闘ビジュアルクィーンに抜擢されたことから注目を集め、バラエティ番組を中心に司会者、スポーツキャスター、グラビアなど多彩な活動を見せている。

## 略歴
神奈川県横須賀市の武山に生まれ、2000年、高校在学中に現事務所からスカウトを受けた、2002年11月、翌2003年度のアサヒビールキャンペーンガールに選ばれる。2003年を通してアサヒビールキャンペーンガールとして活動したほか、女性ファッション雑誌『JJ』の専属モデルに就任。5月には長谷川京子の後を受け、フジテレビの深夜格闘番組『SRS』の4代目格闘ビジュアルクィーンを務める。
2006年5月、『SRS』卒業。引き続きフジテレビ『K-1ワールドグランプリ』のキャスター・レポーターに就任。藤原紀香、西山茉希とともに実況を担った。2007年になるとフジテレビの競馬情報バラエティ番組『うまなで〜UMA to NADESHIKO〜』のメインパーソナリティーに安田美沙子、今井りかとともに抜擢される。この頃よりバラエティ番組の出演が増加。
2011年には自身初となるスタイルブック『東原亜希のStyle Book』を発売。2013年にはファッションブランド『クロックス・ジャパン』からのミューズ起用があり、同ブランド初の広報大使として ウェブサイトや直営店での広報やアイテムプロデュース などの活動を展開する運びとなった。
2023年5月20日から11月20日まで、同年秋開催のラグビーワールドカップ2023において、日本ラグビーフットボール協会から「ラグビー日本代表応援サポーター」の1人に任命される。
2025年1月31日、約22年所属したプラチナムプロダクションからの独立を発表。11年にわたってモデルを務めた『VERY』を同年3月号で卒業。

## 私生活
2004年11月に柔道家（後に東海大学教授）の井上康生との交際が報じられた。出会いは2003年、『SRS』の世界柔道特集でのインタビューであり、東原の一目惚れから交際がスタート。結婚願望が強く「28歳までには結婚したい」「将来は主婦タレントとして活動したい」 などと語っていたが、2008年1月15日午前、25歳で井上康生と結婚。二人で神奈川県秦野市役所に婚姻届を提出した後、井上の練習場である東海大学湘南校舎柔道場で記者会見を行った。同年10月18日に結婚披露宴を行った際、妊娠していることを発表した。
以後、タレント活動をセーブし、井上の北京オリンピック挑戦を支えていたが、北京代表選出はならず、井上は同年5月2日に引退を発表。
翌2009年1月より井上康生が日本オリンピック委員会海外コーチング研修（スポーツ海外研究員制度）を受けるため、スコットランドへ渡航することに伴い2009年2月から東原も同行しエディンバラに在住。同年5月8日に第1子となる女児をエディンバラで出産。井上の留学期間が2年間のため「2年間帰国の予定はない」と断言していたが、同年8月に「娘のビザ取得のため」帰国し、一か月ほど日本に滞在。その後、2010年1月から井上をスコットランドに残し、娘と一時帰国しており、テレビ番組に数回出演している。
2010年6月23日、第2子を妊娠中であることを自身のブログで発表。同年9月8日にはブログで妊婦姿の写真を公表。同年11月26日、第2子となる男児を出産。
2015年には双子の日でもある2月5日に、第3.4子となる双子を妊娠中であることを発表した。同年7月1日、第3子・第4子となる双子の女児を出産。

## 人物
- 趣味は格闘技観戦、料理、ゴルフ、読書、長距離ドライブなど。好きな食べ物はバナナ、明治のスナック菓子「たけのこの里」[12]。
- アニメの声優を務めるのが夢[13]。
- 家族構成は、サラリーマンの父、母、4歳上の兄、2歳上の姉。祖母が精肉店を営んでいる[14]。
- 幼少の頃から多くの習いごとを経験したが、唯一長く続いたのはピアノ。ピアノ歴は15年ほどで、中学校の卒業式では伴奏を担当した。
- 視力が悪いためコンタクトレンズや眼鏡を使用していたが、視力回復のため2008年2月にレーシックの手術を受けた[15]。

### エピソード
デビュー以来男性誌でのグラビア活動はほとんどなかったが、2007年の写真集発売と前後し、一部の男性誌で水着姿を披露している。初めて買ったCDは観月ありさの曲。観月とは2006年、日本テレビの連続ドラマ『CAとお呼びっ!』で初共演を果たし、大変感激したとのこと。
お笑い好きと公言しており、『M-1グランプリ』のDVDは全巻所有し、『ダウンタウンのガキの使いやあらへんで!!』や『リチャードホール』、『人志松本のすべらない話』のファンでもある。最もお気に入りの芸人はケンドーコバヤシ。自身のブログで公言し、バラエティ番組で共演した際、必ず「ファンです」、「かっこいい」と好意を伝え、ケンドーコバヤシが司会の『Shibuya Deep A』にゲスト出演した際には「好きすぎて仕事にならない」と語った。
中学生の頃はとにかく学業に対しては真面目に取り組み、成績は五段階評価で4か5がほとんどだった。
競馬におけるエピソード
2007年4月から同年12月までサンケイスポーツ紙面に競馬コラムを連載していた。好きな馬はウオッカ。自身が馬券を買って初めて当たった馬である。『うまなで』の番組内企画でバランスボールゲームに勝った騎手の吉田隼人にモーニング・コールをすることになり、寝起きドッキリの末にモーニング・コールをかける場面が放送された。東原は「今度は食事でも」と言い、吉田はVTRで「早く起こされたけど嬉しかった」と答えていたが、番組キャラクターの「うまなでさん」から「実は吉田騎手は沢尻エリカが一番好み」と聞かされ、ショックを受けたと語っている。

## 作品

### 映像作品
- SRS格闘ビジュアルクィーン 東原亜希（2004年8月4日）
- AKI SUNFLOWER （2004年8月、ポニーキャニオン）
- 東原亜希 Daring （2005年10月20日、ラインコミュニケーションズ）
- 隣之怪 （2006年10月21日）
- 廣戸聡一のReashストレッチ 〜締まる くびれる 細くなる! 女度UPストレッチ〜 （2006年11月15日）
- HIGASHIHARA IN HAWAII （2007年6月27日、ワニブックス）
- 鳥人間コンテスト 2007 全機録 （2007年11月21日、ジェネオンエンタテインメント）

## 出演

### 映画
- チェンジ! （2006年、旭正嗣監督、マニュスクリプト）
- 怨喰 （2006年、東映ビデオ）

### ドラマ
- 小早川伸木の恋 （2006年、フジテレビ） - 看護師・奈緒美 役
- アテンションプリーズ （2006年、フジテレビ）第1話 - ツカサ（演・高岡蒼甫）の彼女 役
- CAとお呼びっ! （2006年、日本テレビ） - 雪野香織 役

### バラエティ 情報番組
- ポップUP!（2022年4月21日 - 、フジテレビ）木曜不定期レギュラー
- SRS（フジテレビ）レギュラーMC 4代目格闘ビジュアルクイーン
- K-1 GRANDPRIX（フジテレビ）
- うまなで〜UMA to NADESHIKO〜（2007年1月 - 2007年12月、フジテレビ）
- 今田ハウジング（2007年3月 - 2008年3月、日本テレビ）
- トシガイ（2007年4月 - 2008年6月、日本テレビ）
- ラジかるッ（2007年3月6日、2007年4月13日 - 2007年9月21日、2008年11月14日、日本テレビ）
- スーパー競馬（2007年9月 - 2007年12月、フジテレビ）
- キラ☆キラ Girly mama （2012年10月5日 - 2014年9月19日、テレビ朝日）

他多数

### ラジオ
- 懸賞ランド （2007年4月 - 2007年9月、InterFM、FM76.1）
- 懸SHOWタイム （ラジオ日本）
- ミューコミ （月曜日登場、ニッポン放送）
- 東原亜希のナゾナゾなぞ? （若槻千夏の代役、JFN加盟各局）
- イマドキッC（コレクション）土曜日 （2007年4月 - 2008年3月、MBSラジオ）

### CM
- MA CHÉRIE（2003年、資生堂）
- アイク・ディック （2005年 - 2007年、シティファイナンシャル・ジャパン）
- オロナミンCドリンク（2006年 、「元気ハツラツゥ?」キャンペーン、 大塚製薬）
- N's Street（2006年）
- チャルメラ（2008年、明星食品）

### 企業広告・イメージガール
- アサヒビール （2003年）
- 厚生労働省 （2005年11月1日）

### 雑誌
- JJ（光文社） - 専属モデル
- 週刊現代（講談社）
- saita（セブン＆アイ出版）
- SAKURA（小学館）
- VERY（光文社）

## 書籍
- ひがしはらですが?（2008年2月27日発売、ワニブックス）ブログ本
- 東原亜希のハートフルウエディング（2008年10月17日発売、ワニブックス）※結婚披露宴の引出物として出された。
- 東原亜希のHAPPY BOX（2011年4月21日発売、KKベストセラーズ）
- 東原亜希のStyle Book（2011年11月26日発売、ワニブックス）
- DVD付き 東原亜希の骨盤やせ美脚ダイエット（2012年8月8日発売、セブン＆アイ出版）
- 東原亜希のHAPPY LIFE（2013年6月12日、宝島社）

### 写真集
- easy to easy （2007年5月26日発売、ワニブックス）

### カレンダー
- 東原亜希 2006年度 カレンダー （2005年9月24日発売）
- 東原亜希 2007年度 カレンダー （2006年9月30日発売）

### トレーディングカード
- プラチナム オフィシャル カードコレクション （2007年10月13日）

### 著述
- ただ今うまなで出演中 （2007年、サンケイスポーツ火曜日競馬面コラムに連載）

## 受賞
- BLOG of the year モデル・グラビア部門（2007年）[18]
- 第2回ベストアサイーニスト ヘルシー部門（2008年）[19]
- マタニティーオブザイヤー2016（2016年）[20]
- 第14回ペアレンティングアワード 夫婦部門（2021年）[21]